# 18583 Francescopedani
18583 Francescopedani è un asteroide della fascia principale. Scoperto nel 1997, presenta un'orbita caratterizzata da un semiasse maggiore pari a 2,4247035 UA e da un'eccentricità di 0,1766526, inclinata di 3,08352° rispetto all'eclittica.